# Ichoda
Ichoda là một census town thuộc huyện Adilabad, bang Telangana.